# Badminton 1926
Höhepunkte des Badmintonjahres 1926 waren die All England, die Irish Open und die Scottish Open.
==Internationale Veranstaltungen ==
| Veranstaltung | Herreneinzel       | Dameneinzel      | Herrendoppel                        | Damendoppel                   | Mixed                               |
| ------------- | ------------------ | ---------------- | ----------------------------------- | ----------------------------- | ----------------------------------- |
| All England   | Frank Devlin       | Marjorie Barrett | Frank Devlin Gordon Mack            | A. M. Head Violet Elton       | Frank Devlin Eveline Peterson       |
| Irish Open    | Frank Devlin       | Margaret Tragett | Raoul du Roveray George Alan Thomas | Marian Horsley Violet Elton   | Frank Hodge Violet Elton            |
| Scottish Open | George Alan Thomas | Margaret Tragett | George Alan Thomas Herbert S. Uber  | Margaret Tragett C. T. Duncan | George Alan Thomas Margaret Tragett |